# Кулибарово
Кулибарово — деревня в Бабушкинском районе Вологодской области, входит в Миньковское сельское поселение, с точки зрения административно-территориального деления является центром Кулибаровского сельсовета.
Расположена в месте впадения реки Большая Рунга в реку Вотча, окружена лесами.
Расстояние до районного центра села имени Бабушкина по автодороге — 32 км, до центра муниципального образования Миньково по прямой — 8 км. Ближайшие населённые пункты — Горка, Заломье, Глебково.
Согласно книге «Родословие Вологодской деревни», впервые деревня упоминается в письменных источниках в 1619 г. как деревня Кулиберово Большое Вотченской волости Тотемского уезда. Населена была чёрносошными крестьянами.
Упоминается по состоянию на 1859 г. в списке населённых пунктов Вологодской губернии под номером 9872 как Кулибарово. Приводимые там сведения:

9872. Кулибарово, деревня казённая, расположена при рѣкѣ Вотчѣ, въ 65 верстахъ отъ уѣзднаго города; содержитъ 40 дворовъ, населеніе составляютъ 147 мужчинъ и 152 женщины.
Согласно переписи населения 1897 г., в деревне (указанной в отчёте как Кулибарова) проживало 502 человека: 249 мужчин и 253 женщины.
В 1906 г., согласно «Списку лиц … , имеющих право участвовать в Предварительном Съезде по выборам в Государственную Думу по Тотемскому уезду», в Кулибарове были:
- Мельница (владелец — Семён Григорьевич Власов)[6]:15
- Мельница (владелец — Семён Алексеевич Власов)[6]:15
- Мельница (владелец — Феодосий Митрофанович Власов)[6]:15
- Мельница (владелец — Василий Фролович Власов)[6]:15
- Мельница (владелец — Андрей Митрофанович Власов)[6]:15
- Мельница (владелец — Семён Митрофанович Власов)[6]:15
- Мельница (владелец — Василий Петрович Макаров)[6]:15
- Мельница (владелец — Иван Васильевич Макаров)[6]:15
- Мельница (владелец — Алексей Семёнович Макаров)[6]:15
- Мельница (владелец — Василий Алексеевич Пятовский)[6]:15
- Кузница (владелец — Павел Николаевич Власов)[6]:15
- Частная лавка (владелец — Павел Семёнович Макаров, тж. 50 дес. земли)[6]:15

Население по данным переписи 2002 года — 256 человек (125 мужчин, 131 женщина). Преобладающая национальность — русские (99 %). Население деревни в 2009 году — 226 человек.
| Динамика численности населения | Динамика численности населения | Динамика численности населения | Динамика численности населения | Динамика численности населения | Динамика численности населения |
| 1782                           | 1859                           | 1897                           | 1920:33                        | 2002                           | 2009                           |
| ------------------------------ | ------------------------------ | ------------------------------ | ------------------------------ | ------------------------------ | ------------------------------ |
| 305                            | 259                            | 502                            | 572                            | 256                            | 226                            |

В деревне есть школа, детский сад, несколько магазинов, отделение связи Кулибарово. Действует сельскохозяйственный производственный кооператив (колхоз) «Звезда», специализирующийся на разведении крупного рогатого скота и выращивании зерновых и зернобобовых культур.
В Кулибарово расположены памятники архитектуры дом Макаровой О. А., дом Макаровых, дом Макаровой О. П., дом Пятовских, 2 жилых дома.